# Згурівський район
Згу́рівський райо́н  — колишній район у Київській області України. Створений згідно з постановами ЦВК і РНК СРСР від 23 липня 1930 року «Про ліквідацію округ» і ВУЦВК та Раднаркому УСРР від 2 вересня 1930 року «Про ліквідацію округ і перехід на двоступеневу систему управління» з 15 вересня 1930 року. Був наймолодшим районом Київської області, втретє утвореним Указом Президії Верховної Ради УРСР від 25 вересня 1986 року. Загальна площа району 763,1 км². Районний центр — Згурівка. У районі 41 населений пункт, одна селищна і 20 сільських рад. Район розташований у Придніпровській низовині.

## Географія
Поверхня рівнинна, розрізана чотирма майже паралельними долинами річок Недра, Супій, Оржиця, Перевід. Клімат помірно континентальний.
Річна кількість опадів становить 560 мм. Розподіл опадів протягом року в загальному сприятливий. Близько 70—72 % річної кількості опадів випадає в період вегетації. Глибина промерзання ґрунту в середньому становить 40 см. Влітку переважають вітри північно-західного, а взимку південно-східного напрямку.
Ґрунтовий покрив характеризується невисокою різновидністю ґрунтоутворювальних порід, геоморфічних та гідрологічних умов. Особливістю цього є великі площі гідроморфних і полугідроморфних ґрунтів, в значній мірі засолених. Переважає група чорноземів та лучно-чорноземних ґрунтів (85,4 %). По вмісту гумусу чорноземи поділяються на малогумусні (3,2 %) при супіщаному механічному складі і 4,5 % — легкосуглинкові і слабогумусні.
Чорноземи малогумусні займають площу 29482,0 га ріллі (57,3 %), слабогумусні — 11436,0 га (22,2 %). Чорноземи слабогумусні займають найбільші площі ріллі на території Войтівської (75,4 %), Усівської (95,4 %), Великокрупільської (53,6 %) сільських рад. Лучно-чорноземні ґрунти найбільші площі займають на території Середівської (45,1 %) та Аркадіївської (27,5 %) сільських рад. Майже всі вони засолені (92,5 %), але міра засоленості слаба. Група гідроморфних (лугових) ґрунтів займає площу 4560,0 га (7,6 %) сільськогосподарських угідь, з них ріллі 5,3 %. Найбільші площі на території Середівської і Аркадіївської сільських рад. Земельний фонд району станом на 1 січня 2002 року становить 76308га, з них 63543,7 га або 83,3 % займають сільськогосподарські угіддя (при середньому по Україні 69,6 %). У структурі сільськогосподарських угідь рілля становить 87,4 %, багаторічні насадження — 2,3 %, сіножаті — 2,5 %, пасовища — 7,8 %. Площа лісових та дерево-чагарникових насаджень становить 2001,0га, у тому числі полезахисних лісосмуг 715,9га. Загальна лісистість району з урахуванням усіх захисних лісових насаджень становить 2,6 %. Під забудованими землями зайнято 2570,6га (3,4 %), болотами — 5151,3га (6,7 %), іншими землями — 108,2 га (0,2 %).
Під водою зайнято 1086,4 га (1,47 %). Основними землекористувачами в районі є сільськогосподарські підприємства, у користуванні яких перебуває 42777,5 га або 56,0 % від загальної площі району, зокрема сільськогосподарських товариств — 93,4 %, сільськогосподарських кооперативів — 0,2 %, інших недержавних сільськогосподарських підприємств — 5,7 %, державних сільськогосподарських підприємств — 0,5 %. У власності і користуванні громадян знаходиться 18810,6 га, зокрема, наданих для ведення селянського (фермерського) господарства — 4558,0 га, товарного сільськогосподарського виробництва — 4010,3 га, особистого підсобного господарства, будівництва та обслуговування житлових будинків, господарських будівель 8282,7га. Підприємства, організації, установи промисловості, транспорту, зв'язку, оборони та інші займають 824,6 га. Землі державної власності, які не надані у власність чи користування, займають 12257,2 га, зокрема землі загального користування — 3416,2 га. Крім того, є 3245,2 га земель запасу, резервного фонду населених пунктів та загального користування, що надані у тимчасове користування землекористувачам та власникам землі. Згідно із статтею 33 Земельного кодексу України до особливо цінних продуктивних земель віднесені (стосовно ґрунтового покриву району):- темно-сірі опідзолені оглеєні суглинкові ґрунти та чорноземи опідзолені оглеєні суглинкові (глеюваті);— лучно-чорноземні суглинкові ґрунти. Загальна площа особливо цінних продуктивних земель району становить 1906,0 га (3 % від усієї площі сільськогосподарських угідь), ці землі найпродуктивніші і підлягають суворій охороні, їх використання повинно бути виключно сільськогосподарським. Але поряд з цим, внаслідок дії різних природних, а здебільшого антропогенних факторів, на значній площі території району і перш за все на сільськогосподарських землях, спостерігається погіршення якісного стану ґрунтового покриву. У районному центрі є одна з найвідоміших пам'яток садово-паркового мистецтва області — Згурівський дендропарк, заснований у XIX столітті.

## Історія
Історія заселення нинішньої території Згурівського району становить майже 400 років. Перше поселення — Пасківщина з'явилось у 1612 році.
Протягом XIX століття територія району перебувала в складі Полтавської губернії Російської імперії. Окремі частини входили до складу Прилуцького, Пирятинського та Переяславського повіту. Згурівка перебувала на території Прилуцького повіту Полтавської губернії.
У 1923 р. волосна система управління ліквідується і Згурівка входить до складу Турівського району Прилуцької округи Полтавської губернії (за даними на 1926 рік округа ділилася на 13 районів: Березово-Рудський, Варвинський, Драбівський, Іваницький, Ковалевський, Малодівицький, Пирятинський, Прилуцький, Срібрянський, Турівский, Харківецький, Яблунівський та Яготинський), в якому і перебуває до 1930 року.
2 вересня 1930 р. Всеукраїнський Центральний Виконавчий Комітет і Рада Народних Комісарів УСРР прийняли постанову «Про ліквідацію округів і перехід на двоступеневу систему управління». Після ліквідації округів і скорочення кількості районів на території колишніх округів Полтавщини залишилися такі райони: Бригадирівський — I кат., Лихівський — I кат., Глинський — I кат., Новогеоргіївський — II кат., Глобинський — III кат., Олександрійський — II кат., Градизький — III кат., Онуфріївський — I кат., Кишеньківський — I кат., Семенівський — I кат., Березівський — I кат., Нероновицький Березоворудський — I кат., Сорочинський — I кат., Варвинський — I кат., Оболонський — I кат., Великобагачанський — II кат., Оржицький — I кат., Великобубнівський — I кат., Пирятинський — II кат., Вовчківський — I кат., Покровсько-Багачанський — I кат., Глинський — I кат., Прилуцький — II кат., Драбівський — I кат., Роменський — III кат., Згурівський — I кат., Сенчанський — I кат., Іваницький — I кат., Срібнянський — I кат., Ковалівський — I кат., Хорольський — I кат., Комишанський Чорнуський (Комишнянський) — II кат., Чорнухинський — I кат., Лохвицький — II кат., Яблунівський — I кат., Лубенський — III кат., Малодівицький — I кат., Яготинський — I кат., Миргородський — II кат.
1931 року район тимчасово ліквідовано, а територія увійшла до складу Яготинського району.
9 лютого 1932 р. ВУЦВК прийняв постанову «Про утворення областей на території УСРР». Вся територія Полтавщини (колишня Полтавська губернія) увійшла до складу Харківської та частково Київської та Дніпропетровської областей. Зокрема, до складу Харківської області увійшли Полтава і Кременчук та райони: Бригадирівський Миргородський, (пізніше Козельшинський), Варвинський, Недригайлівський, Великобагачанський, Нехворощанський, Великобубнівський, Новогеоргіївський, Талалаївський, Новосанжарський, Вовчківський Оболонський, (Вовчицький), Онуфріївський, Гадяцький, Опішнянський, Глобинський, Оржицький, Градизький, Пирятинський, Диканський, Прилуцький, Зінківський, Решетилівській, Карлівський, Роменський, Кишеньківський, Сахновщанський (Сахновщинський), Кобеляцький, Семенівський, Красноградський, Хорольський, Липоводолинський, Чорнухинський, Лохвицький, Чутівський. Лубенський. Відповідно, територія колишнього Згурівського району в складі Яготинського району увійшла до складу Київської області.
Постановою ВУЦВК № 170 від 15.10.1932 «Про утворення Чернігівської області» територія колишнього Згурівського району в складі Яготинського району Київської області була перечислена до складу Харківської області. 
1935 район відновлено.
Після постанови Центрального Виконавчого Комітету СРСР від 22 вересня 1937 р. була утворена Полтавська область. Від Харківської області до Полтавської відійшли міста: Полтава, Кременчук з підлеглими їм сільрадами райони: Великобагачанський, Миргородський, Великокринківський, Нехворощанський, Гадяцький, Новогеоргіївський, Глобинський, Новосанджарський, Градизький, Новосанжарський, Гребінківський, Оболонський, Диканський, Онуфріївський, Драбівський, Опішнянський, Згурівський, Оржицький, Зінківський, Петрівсько-Роменський, Карлівський, Пирятинський, Кишеньківський, Покровсько-Багачанський, Кобеляцький, Решетилівській, Ковалівський Семенівський, Козельщинський, Сенчанський, Комишнянський, Синівський, Лазірківський, Хорольський, Лохвицький, Чорнухинський, Липово-Долинський (Липоводолинський), Чутівський, Лубенський, Шишацький, Машівський, Яготинський. У такому складі Полтавська область існувала до Німецько-радянської війни.
Під час окупації території (вересень-жовтень 1941 р. — вересень-листопад 1943 р.) німецькі війська значну частину України включили до складу райхскомісаріату «Україна» з центром у м. Рівне. Райхскомісаріат поділявся на генеральні округи, а вони, своєю чергою, на округи (ґебіти), які об'єднували кілька районів. Територія Київської та Полтавської областей входила до складу генеральної округи Київ, яка складалася з 25 округ (ґебітів). Полтавщина була поділена на 12 ґебітів, до кожного з яких входило по 3-4 райони. Тільки Пирятинський включав 6 районів. До Гадяцького ґебіту належали Роменський, Зіньківський і Петрівсько-Роменський райони, до Золотоніського — Гельмязівський, Золотоніський, Іркліївський, Чорнобаївський, до Карлівського — Карлівський, Машівський, Чутівський, до Кобеляцького — Кишеньківський, Кобеляцький, Козельщинський, до Кременчуцького — Великокринківський, Градизький, Глобинський, Кременчуцький, до Лохвицького — Лохвицький, Сенчанський, Чорнухинський, до Лубенського — Лазірківський, Лубенський, Оржицький, до Миргородського — Великобагачанський, Комишнянський, Миргородський, Шишацький, до Опішнянського — Диканський, Котелевський, Опішнянський, до Пирятинського — Гребінківський, Драбівський, Згурівський, Ковалівський, Пирятинський, Яготинський, до Полтавського — Новосанжарський, Нехворощанський, Полтавський, Решетилівський, до Хорольського — Оболонський, Покровсько-Багачанський, Семенівський і Хорольський райони.
У складі Полтавської області Згурівщина перебувала до 1954 року. 6 січня 1954 р. до складу Київської області було віднесено два райони Полтавської області: Згурівський та Яготинський. Статус селища міського типу Згурівці надано 1956 року.
Район вдруге ліквідований 1962 року.
Указом Президії ВР УРСР № 64 «Про внесення змін в адміністративне районування Української РСР» N 2н-06, 04.01.1965 був утворений новий укрупнений Яготинський район (і ліквідований Згурівський район): «…Президія Верховної Ради Української РСР постановляє: У зв'язку з об'єднанням обласних промислових і обласних сільських Рад депутатів трудящих Української РСР і враховуючи пропозиції про розукрупнення районів, внести зміни в адміністративне районування і затвердити такі райони республіки: По Київській області:
19. Яготинський район (центр — м. Яготин) в складі м. Яготин, Згурівської селищної Ради і сільрад Яготинського району: Аркадіївської, Безуглівської, Богданівської, Годунівської, Жовтневої, Жоравської, Засупоївської, Капустинської, Красненської, Кулябівської, Лемешівської, Лизогубово-Слобідської, Лозовоярівської, Малоберезанської, Нечипорівської, Новооржицької, Панфилівської, Пасківщинської, Райківщинської, Середівської, Сотниківської, Старооржицької, Сулимівської, Супоївської, Турівської, Усівської, Фарбованської, Черевківської та Черняхівської…»
28 липня 1986 року з обліку було зняте село Грушківка.
У складі Яготинського району Київської області Згурівка перебувала до 1986 року. Указом Президії Верховної Ради Української РСР від 25 вересня 1986 р. «Про утворення Згурівського району у Київській області» був утворений Згурівський район у нинішньому складі.
1 грудня 1986 року Малосупоївська сільська рада Баришівського р-ну передана до складу Згурівського району.
Район ліквідовано 17 липня 2020 року. Його територія повністю увійшла до складу Броварського району.

## Політика
25 травня 2014 року відбулися Президентські вибори України. У межах Згурівського району було створено 29 виборчих дільниць. Явка на виборах складала — 67,15 % (проголосували 10 486 із 15 616 виборців). Найбільшу кількість голосів отримав Петро Порошенко — 60,03 % (6 295 виборців); Юлія Тимошенко — 16,10 % (1 688 виборців), Олег Ляшко — 11,21 % (1 176 виборців), Анатолій Гриценко — 4,17 % (437 виборців). Решта кандидатів набрали меншу кількість голосів. Кількість недійсних або зіпсованих бюлетенів — 0,81 %.

## Населення
Розподіл населення за віком та статтю (2001):
| Стать | Всього | До 15 років | 15-24 | 25-44 | 45-64 | 65-85 | Понад 85 |
| --- | ------ | ----------- | ----- | ----- | ----- | ----- | -------- |
| Чоловіки | 10 244 | 1968        | 1288  | 2939  | 2540  | 1469  | 40       |
| Жінки | 12 671 | 1832        | 1341  | 2883  | 3044  | 3236  | 335      |
| \| Статево-вікова піраміда \| Статево-вікова піраміда \| Статево-вікова піраміда \| \| ----------------------- \| ----------------------- \| ----------------------- \| \| Чоловіки \| Вік \| Жінки \| \| 40 \| 85 + \| 335 \| \| 115 \| 80-84 \| 475 \| \| 343 \| 75-79 \| 968 \| \| 531 \| 70-74 \| 1073 \| \| 480 \| 65-69 \| 720 \| \| 865 \| 60-64 \| 1230 \| \| 465 \| 55-59 \| 574 \| \| 529 \| 50-54 \| 614 \| \| 681 \| 45-49 \| 626 \| \| 811 \| 40-44 \| 764 \| \| 807 \| 35-39 \| 745 \| \| 675 \| 30-34 \| 706 \| \| 646 \| 25-29 \| 668 \| \| 583 \| 20-24 \| 569 \| \| 705 \| 15-20 \| 772 \| \| 856 \| 10-14 \| 815 \| \| 633 \| 5-9 \| 596 \| \| 479 \| 0-4 \| 421 \| |        |             |       |       |       |       |          |
| Статево-вікова піраміда |        |             |       |       |       |       |          |
| Чоловіки | Вік    | Жінки       |       |       |       |       |          |
| 40 | 85 +   | 335         |       |       |       |       |          |
| 115 | 80-84  | 475         |       |       |       |       |          |
| 343 | 75-79  | 968         |       |       |       |       |          |
| 531 | 70-74  | 1073        |       |       |       |       |          |
| 480 | 65-69  | 720         |       |       |       |       |          |
| 865 | 60-64  | 1230        |       |       |       |       |          |
| 465 | 55-59  | 574         |       |       |       |       |          |
| 529 | 50-54  | 614         |       |       |       |       |          |
| 681 | 45-49  | 626         |       |       |       |       |          |
| 811 | 40-44  | 764         |       |       |       |       |          |
| 807 | 35-39  | 745         |       |       |       |       |          |
| 675 | 30-34  | 706         |       |       |       |       |          |
| 646 | 25-29  | 668         |       |       |       |       |          |
| 583 | 20-24  | 569         |       |       |       |       |          |
| 705 | 15-20  | 772         |       |       |       |       |          |
| 856 | 10-14  | 815         |       |       |       |       |          |
| 633 | 5-9    | 596         |       |       |       |       |          |
| 479 | 0-4    | 421         |       |       |       |       |          |

## Персоналії
- Бурбела Віктор Анастасійович — уродженець с. Зелене, український літературознавець, поет, вчений секретар Відділення літератури, мови та мистецтвознавства НАН України;
- Кривда Григорій Федосійович — уродженець с. Середівка, український письменник;
- Кононенко Мусій Степанович  — уроженець с. Турівка український поет і прозаїк, активний діяч кооперативного руху та головний координатор Братства тарасівців;.
- Кучеренко Ілля Корнійович — уродженець с. Нова Оржиця, український мовознавець і педагог, доктор філологічних наук (1968), професор (1969);
- Литвиненко Григорій Євлампійович — уродженець с. Середівка, Герой Радянського Союзу
- Медуниця Михайло Михайлович — уродженець с. Стара Оржиця, український письменник;
- Міхновський Микола Іванович — уродженець с. Турівка, український політичний та громадський діяч, правник, публіцист, основоположник, ідеолог і лідер самостійницької течії українського руху кінця XIX — початку ХХ ст., автор славнозвісної брошури «Самостійна Україна», один з організаторів українського війська, борець за незалежність;
- Олененко Юрій Олександрович — уродженець смт Згурівка, український організатор кіновиробництва, міністр культури УРСР, голова комітету у справах національностей при Кабінеті Міністрів України, надзвичайний і повноважний посол України в Естонії, депутат Верховної Ради УРСР 10-го, 11-го скликань;
- Павленко Ніна Явтухівна — уродженка с. Черевки, українська бандуристка, народна артистка УРСР (з 1977);
- Шелудько Валерій Євгенович — уродженець с. Мала Супоївка, член Центральної виборчої комісії, заслужений юрист України;
- Шульга Віталій Федорович [Архівовано 17 вересня 2016 у Wayback Machine.] — уродженець с. Лизогубова Слобода, видатний вчений, геолог, доктор геолого-мінералогічних наук, професор [Архівовано 23 вересня 2016 у Wayback Machine.].

## Екскурсійні об'єкти
- Згурівський дендропарк садово-паркової архітектури (Згурівка)
- Вознесенська церква (с. Вознесенське)
- Миколаївська церква (с. Войтове)
- Покровська церква (с. Жуківка)
- церква Різдва Богородиці (с.Мала Березанка)
- Успенська церква (с.Стара Оржиця)